# العلاقات الإيطالية الكرواتية
العلاقات الإيطالية الكرواتية هي العلاقات الثنائية التي تجمع بين إيطاليا وكرواتيا.

## مقارنة بين البلدين
هذه مقارنة عامة ومرجعية للدولتين:
| وجه المقارنة                                              | إيطاليا                                                  | كرواتيا                                                  |
| --------------------------------------------------------- | -------------------------------------------------------- | -------------------------------------------------------- |
| المساحة (كم2)                                             | 301.34 ألف                                               | 56.59 ألف                                                |
| عدد السكان (نسمة)                                         | 60.60 مليون                                              | 4.11 مليون                                               |
| الكثافة السكانية (ن./كم²)                                 | 201.1                                                    | 72.63                                                    |
| العاصمة                                                   | روما، فلورنسا، تورينو                                    | زغرب                                                     |
| اللغة الرسمية                                             | اللغة الإيطالية                                          | اللغة الكرواتية                                          |
| العملة                                                    | يورو، ليرة إيطالية                                       | كونا كرواتية                                             |
| الناتج المحلي الإجمالي (بليون دولار)                      | 1.93 تريليون                                             | 54.85 مليار                                              |
| الناتج المحلي الإجمالي (تعادل القوة الشرائية) بليون دولار | 2.26 تريليون                                             | 94.64 مليار                                              |
| الناتج المحلي الإجمالي الاسمي للفرد دولار أمريكي          | 29.96 ألف                                                | 11.54 ألف                                                |
| الناتج المحلي الإجمالي للفرد دولار أمريكي                 | 35.46 ألف                                                | 21.64 ألف                                                |
| مؤشر التنمية البشرية                                      | 0.873                                                    | 0.818                                                    |
| رمز المكالمات الدولي                                      | +39                                                      | +385                                                     |
| رمز الإنترنت                                              | .it                                                      | .hr                                                      |
| المنطقة الزمنية                                           | توقيت وسط أوروبا، ت ع م+01:00، ت ع م+02:00، أوروبا/روما ‏ | توقيت وسط أوروبا، ت ع م+01:00، ت ع م+02:00، أوروبا/زغرب ‏ |

## مدن متوأمة
في ما يلي قائمة باتفاقيات التوأمة بين مدن إيطالية وكرواتية:
- ترتبط كامايوري مع روفينج باتفاقية توأمة.
- ترتبط دوينو اوريسينا مع Buje [الإنجليزية]‏ باتفاقية توأمة.
- ترتبط جيافينو مع نوفسكا باتفاقية توأمة.
- ترتبط بادوفا مع زادار باتفاقية توأمة منذ 1967.
- ترتبط بسكارا مع سبليت باتفاقية توأمة.
- ترتبط Cagli [الإنجليزية]‏ مع سبليت باتفاقية توأمة.
- ترتبط أرنارا مع Bistra, Croatia [الإنجليزية]‏ باتفاقية توأمة.
- ترتبط مونتي مارسيانو مع سيني، كرواتيا باتفاقية توأمة.
- ترتبط Manzano, Friuli Venezia Giulia [الإنجليزية]‏ مع لابين باتفاقية توأمة.
- ترتبط كاستل سان بييترو تيرمي مع أوباتيا باتفاقية توأمة.
- ترتبط مقاطعة أسكولي بيتشينو مع سبليت باتفاقية توأمة.
- ترتبط كاربونيا مع Raša, Istria County [الإنجليزية]‏ باتفاقية توأمة.
- ترتبط Porto San Giorgio [الإنجليزية]‏ مع Biograd na Moru [الإنجليزية]‏ باتفاقية توأمة.
- ترتبط بارابياجو مع ساموبور باتفاقية توأمة.
- ترتبط مدينة ميتروبوليتان جنوة مع رييكا باتفاقية توأمة منذ 15 مارس 1985.[17][18][19][20]
- ترتبط بورتو توللي مع Medulin [الإنجليزية]‏ باتفاقية توأمة.
- ترتبط إيمولا مع بولا باتفاقية توأمة منذ 8 يونيو 1973.
- ترتبط ألساندريا مع كارلوفاتش باتفاقية توأمة منذ 2008.[21][22][23][24]
- ترتبط جرجنت مع سبليت باتفاقية توأمة.
- ترتبط أبانو تيرمي مع Lipik [الإنجليزية]‏ باتفاقية توأمة.
- ترتبط مونتالي مع فاراجدين باتفاقية توأمة.
- ترتبط جنوة مع رييكا باتفاقية توأمة منذ 6 نوفمبر 1990.[17][18][19][20]
- ترتبط كاستل سان جوفاني مع سلوني باتفاقية توأمة.
- ترتبط Santa Maria di Sala [الإنجليزية]‏ مع Hvar (town) [الإنجليزية]‏ باتفاقية توأمة.
- ترتبط بولونيا مع زغرب باتفاقية توأمة منذ 1962.
- ترتبط ريدجو إميليا مع زادار باتفاقية توأمة منذ 2 يونيو 1972.
- ترتبط فيرونا مع بولا باتفاقية توأمة منذ 1973.[25][25][26][26]
- ترتبط بينيفنتو مع سبليت باتفاقية توأمة.
- ترتبط استي مع رييكا باتفاقية توأمة.
- ترتبط أدريا مع روفينج باتفاقية توأمة.
- ترتبط San Felice del Molise [الإنجليزية]‏ مع أوميش باتفاقية توأمة.
- ترتبط رافينا مع دوبروفنيك باتفاقية توأمة منذ 1957.
- ترتبط تاغليو دي بو مع أومسلاج باتفاقية توأمة.
- ترتبط فيتشنزا مع أوسييك باتفاقية توأمة منذ 1991.
- ترتبط تشيفيتانوفا ماركي مع شيبينيك باتفاقية توأمة.
- ترتبط لوتشرا مع تروغير باتفاقية توأمة.
- ترتبط جريف في شيانتي مع Brtonigla [الإنجليزية]‏ باتفاقية توأمة.
- ترتبط جراديسكا ديسونزو مع كاستاف باتفاقية توأمة.
- ترتبط تراني مع دوبروفنيك باتفاقية توأمة.
- ترتبط بيزارو مع روفينج باتفاقية توأمة.
- ترتبط البندقية مع دوبروفنيك باتفاقية توأمة منذ 1 مايو 2010.[27]
- ترتبط ثيين مع مالي لوسيني باتفاقية توأمة.
- ترتبط فاينزا مع رييكا باتفاقية توأمة منذ 13 نوفمبر 1998.[28][29][30][31]
- ترتبط سان بينيدتو دل ترونتو مع شيبينيك باتفاقية توأمة منذ 2000.
- ترتبط باليرمو مع زغرب باتفاقية توأمة منذ 2005.
- ترتبط سانسي بلوكرو مع سيني، كرواتيا باتفاقية توأمة.
- ترتبط رغوس مع دوبروفنيك باتفاقية توأمة.
- ترتبط تريزانو سول نافيليو مع Buje [الإنجليزية]‏ باتفاقية توأمة.
- ترتبط كارماجنولا مع أوباتيا باتفاقية توأمة.
- ترتبط فربانيا مع كريكفينيسا باتفاقية توأمة.
- ترتبط أنكونا مع سبليت باتفاقية توأمة منذ 2005.[32][33]
- ترتبط Mussolente [الإنجليزية]‏ مع أوماغ باتفاقية توأمة.

## منظمات دولية مشتركة
يشترك البلدان في عضوية مجموعة من المنظمات الدولية، منها:
| علم المنظمة | اسم المنظمة                               | تاريخ انضمام إيطاليا | تاريخ انضمام كرواتيا |
| ----------- | ----------------------------------------- | -------------------- | -------------------- |
|             | مجلس أوروبا                               | 5 مايو 1949          | ?                    |
|             | منظمة التجارة العالمية                    | 1995                 | ?                    |
|             | المنظمة الأوروبية لسلامة الملاحة الجوية   | 1996                 | 1997                 |
|             | الاتحاد البريدي العالمي                   | ?                    | ?                    |
|             | الاتحاد الأوروبي                          | 25 مارس 1957         | 1 يوليو 2013         |
|             | حلف شمال الأطلسي                          | 4 أبريل 1949         | 1 أبريل 2009         |
|             | مجموعة الموردين النوويين                  | ?                    | ?                    |
|             | يونسكو                                    | ?                    | 1 يونيو 1992         |
|             | اتفاقية السماوات المفتوحة                 | ?                    | ?                    |
|             | مؤسسة التمويل الدولية                     | 27 ديسمبر 1956       | 25 فبراير 1993       |
|             | المركز الدولي لتسوية المنازعات الاستشارية | 28 أبريل 1971        | 22 أكتوبر 1998       |
|             | الفريق المعني برصد الأرض                  | ?                    | ?                    |
|             | منظمة حظر الأسلحة الكيميائية              | ?                    | ?                    |
|             | مؤسسة التنمية الدولية                     | 24 سبتمبر 1960       | 25 فبراير 1993       |
|             | مجموعة أستراليا                           | 1985                 | 2007                 |
|             | منظمة الأمن والتعاون في أوروبا            | 25 يونيو 1973        | 24 مارس 1992         |
|             | مركز تنسيق الحركة في أوروبا ‏              | ?                    | ?                    |
|             | وكالة ضمان الاستثمار متعدد الأطراف        | 29 أبريل 1988        | 19 مارس 1993         |
|             | الاتحاد الدولي للاتصالات                  | 1866                 | 3 يونيو 1992         |
|             | منظمة الشرطة الجنائية الدولية             | ?                    | ?                    |
|             | الأمم المتحدة                             | 14 ديسمبر 1955       | 22 مايو 1992         |
|             | البنك الدولي للإنشاء والتعمير             | 27 مارس 1947         | 25 فبراير 1993       |
|             | المنظمة الهيدروغرافية الدولية             | ?                    | ?                    |

## أعلام
هذه قائمة لبعض الشخصيات التي تربطها علاقات بالبلدين:
- أندريا ترينشيري (6 أغسطس 1968 – )
- أوروس فيكو (لاعب كرة مضرب كرواتي، 19 فبراير 1981 – )
- روجر بوسكوفيتش (18 مايو 1711[42][43][44] – 13 فبراير 1787[42][43][44])
- نيكولا رادولوفيتش (لاعب كرة سلة كرواتي، 26 أبريل 1973 – )

## وصلات خارجية
- موقع وزارة الخارجية الإيطالية
- موقع وزارة الخارجية الكرواتية